# Napaeus ornamentatus
Napaeus ornamentatus is een slakkensoort uit de familie van de Enidae. De wetenschappelijke naam van de soort is voor het eerst geldig gepubliceerd in 2009 door Moro.